# Eunica bellaria
Eunica bellaria är en fjärilsart som beskrevs av Hans Fruhstorfer 1908. Eunica bellaria ingår i släktet Eunica och familjen praktfjärilar. Inga underarter finns listade i Catalogue of Life.